# Strängöarna

Strängöarna ligger cirka 20 km söder om Örnsköldsvik och cirka 5 km sydöst om Köpmanholmen i Höga Kusten.
Strängöarna består av två öar, Västra Strängön och Östra Strängön. På Västra Strängön finns gästbryggor med anslagstavlor och kartor om öarnas historia. En promenadväg längs hela ön finns ovanför bebyggelsen. Mitt på ön finns ett utsiktsberg som befolkningen tidigare använde för att spana in vädret. Öarna fick sina första fasta bosättningar i mitten av 1700-talet. Fisket var här den viktigaste näringen fram till 1883. Från 1863 till 1929 fanns här en ångsåg och som mest sysselsatte den ett sextiotal personer. Totalt bodde som mest ca 250 personer på Strängöarna. Under de sista decennierna av förra seklet var öarna endast bebodda under sommaren, men på senare tid har ön åter igen några få åretruntboende. Sedan angöringsbryggan restaurerats har Västra Strängön också från 2010 daglig båtförbindelse med fastlandet. 